# Baba Dochia

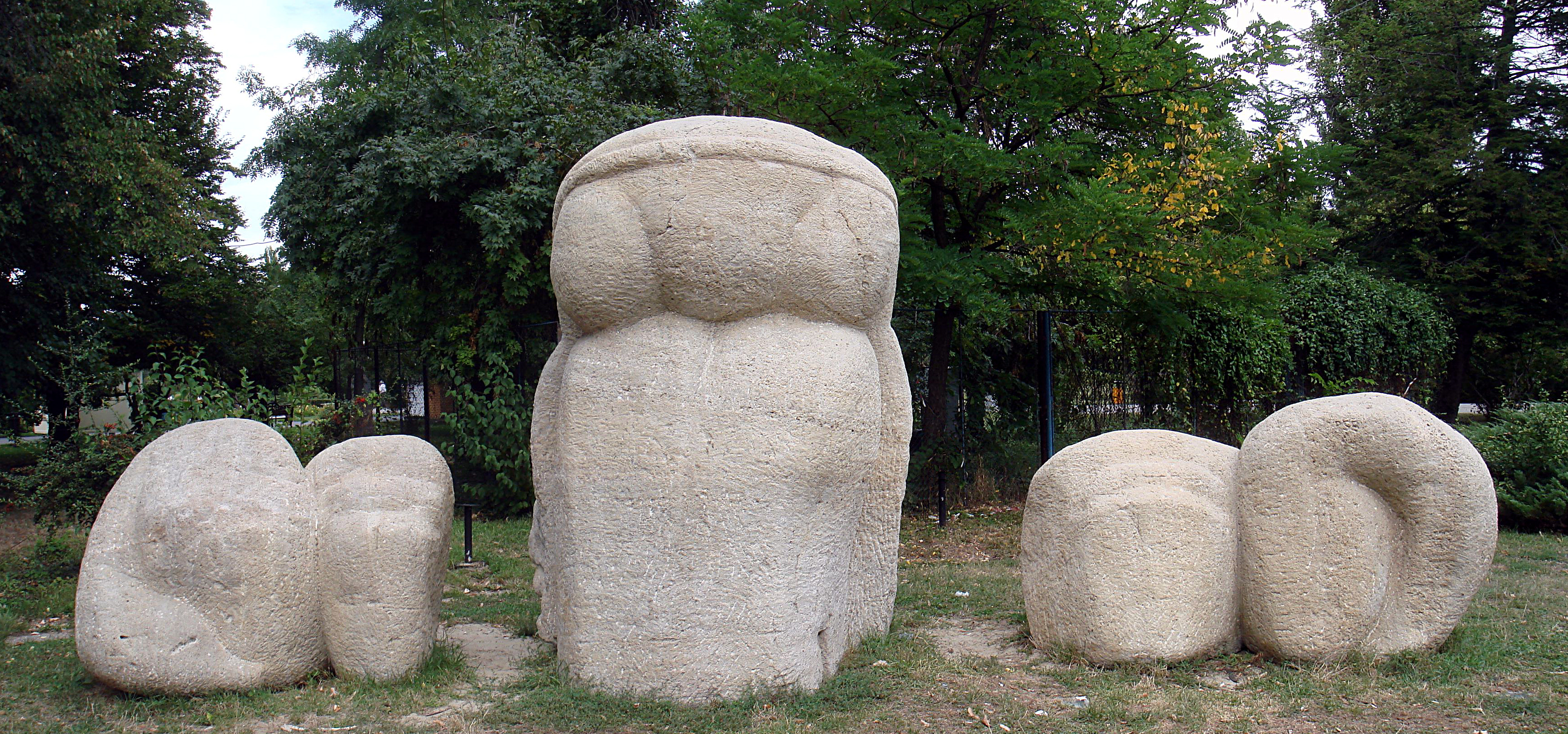
Legenda Dochiei - sculptură în piatră de Gheorghe Iliescu-Călinești, Parcul Herăstrău, București

Baba Dochia (sau Baba Odochia) este unul dintre cele mai importante personaje din mitologia românească. Unele teorii susțin că numele ar fi legat de Sfânta muceniță Evdochia din Heliopolis⁠(d) sărbătorită în calendarul sfinților pe 1 martie.
Personajul Dochiei este asociat cu legenda Traian și Dochia, culeasă de Gheorghe Asachi. Despre Traian și Dochia, celebrul critic literar George Călinescu spunea că este „rezultatul unei întregi experiențe de viață a poporului român”. Legenda spune că Dochia ar fi fost fiica regelui dac Decebal. Traian, cuceritorul Daciei se îndrăgostește de Dochia. Aceasta refuză să i se alăture și se refugiază împreună cu „a ei popor” pe muntele considerat sacru de către daci, Ceahlău. Dându-și seama că nu poate scăpa de patima lui Traian, Dochia îi cere ajutor zeului suprem Zamolxes, care o transformă împreună cu turma sa în stâncă. 
O altă variantă povestește despre Baba Dochia care a avut un fiu, pe numele său Dragobete, care s-a căsătorit împotriva dorinței ei. Pentru a-și necăji nora, într-o zi rece de iarnă, i-a dat acesteia un ghem de lână neagră și a trimis-o la râu să-l spele, spunându-i să nu se întoarcă până când lâna nu devine albă. Fata a încercat să spele lâna, dar chiar dacă degetele sale au început să sângereze, culoarea lânii rămânea tot neagră. De disperare, pentru că nu se putea întoarce acasă la soțul iubit, a început să plângă. Impresionat de durerea fetei, Domnul Iisus Hristos i-a apărut în cale și i-a dat o floare roșie, spunându-i să spele lâna cu ea. Mulțumindu-i, fata a pus floarea în apă, a spălat lâna și a constatat cu uimire că lâna s-a albit. Fericită că a reușit să ducă la bun sfârșit această sarcină grea fata se întoarce acasă. Auzind povestea fetei, Baba Dochia se înfurie crezând că este primăvară, deoarece Mărțișor îi putuse oferi o floare fetei. Pornește îmbrăcată în nouă cojoace (unele variante povestesc de 12) în căutarea primăverii. Pe parcursul călătoriei soarele puternic o face să își scoată rând pe rând, cele nouă cojoace pe care le purta, până rămâne fără nici unul. Vremea se schimbă brusc și Baba Dochia îngheață. 
Folclorul popular românesc asociază cele nouă zile de la 1 martie până la 9 martie cu povestea Babei Dochia, născându-se astfel mitul Babelor.